# Élections territoriales nigériennes de 1957
Les élections territoriales nigériennes de 1957 se déroulent le 31 mars 1957 afin de pourvoir les 60 membres de l'Assemblée territoriale du Niger, alors territoire d’outre-mer de l’Union française couvrant le territoire de l'actuel Niger. Les élections ont lieu pour la première fois au suffrage universel direct par application de la Loi-cadre Defferre,.
Les élections voient la victoire du parti Sawaba, qui remporte 41 sièges sur 60, suivi du Parti progressiste nigérien - affilié au Rassemblement démocratique africain -, avec 19 sièges,. Djibo Bakary devient chef du gouvernement.

## Résultats
|                           |                                                                           |           |       |        |  |  |  |  |  |
| Partis                    | Partis                                                                    | Votes     | %     | Sièges |  |  |  |  |  |
|                           | Sawaba                                                                    | 222 958   | 64,52 | 41     |  |  |  |  |  |
|                           | Parti progressiste nigérien-Rassemblement démocratique africain (PPN-RDA) | 103 518   | 29,96 | 19     |  |  |  |  |  |
|                           | Front démocratique nigérien (FDN)                                         | 1 871     | 0,54  | 0      |  |  |  |  |  |
|                           | Autres partis                                                             | 17 212    | 4,98  | 0      |  |  |  |  |  |
|                           |                                                                           |           |       |        |  |  |  |  |  |
| Suffrages exprimés        | Suffrages exprimés                                                        | 345 557   | 97,56 |        |  |  |  |  |  |
| Votes blancs et invalides | Votes blancs et invalides                                                 | 8 632     | 2,44  |        |  |  |  |  |  |
| Total                     | Total                                                                     | 354 189   | 100   | 60     |  |  |  |  |  |
| Abstentions               | Abstentions                                                               | 880 717   | 71,32 |        |  |  |  |  |  |
| Inscrits / participation  | Inscrits / participation                                                  | 1 234 906 | 28,68 |        |  |  |  |  |  |

## Suites
Le gouvernement dirigé par le Sawaba décide de faire campagne pour le Non au référendum sur la communauté française du 28 septembre 1958, prônant l'« indépendance d'abord » dans les relations du pays avec la France. 
Le PPN-RDA et le FDN, dans l'opposition font quant à eux campagne pour le Oui, et rallie un grand nombre de chef coutumiers ainsi que d'influentes associations, tels celle des musulmans du Niger de El Hadj Alkaïdi Touré, l’Association des anciens combattants du Niger, et la Section nigérienne de l’Association pour le soutien à l’action du général de Gaulle de Audibert et Sempastous. Plusieurs des ministres d’origine métropolitaine du gouvernement de Djibo Bakary  - dont Fréminé Robert, de l’Éducation, et Pierre Vidal, de la Santé - font par ailleurs dissidence pour rejoindre le camp du OUI. 
Les résultats du référendum, qui voient la victoire du Oui par 78,43 % des suffrages exprimés, sont un désaveu cinglant pour le gouvernement, qui présente sa démission le 19 octobre 1958. La dissolution de l'assemblée territoriale s'ensuit le 14 novembre suivant, provoquant des élections territoriales anticipées le 14 décembre. Celles-ci sont remportées par l'opposition, le PPN-RDA réunissant 49 sièges sur 60 au sein d'une liste commune Union pour la Communauté Franco-Africaine (UCFA).